# Actrix dissimulatrix
Actrix dissimulatrix är en fjärilsart som beskrevs av Heinrich 1956. Actrix dissimulatrix ingår i släktet Actrix och familjen mott. Inga underarter finns listade i Catalogue of Life.